# Dasyhelea griseola
Dasyhelea griseola är en tvåvingeart som beskrevs av Wirth 1978. Dasyhelea griseola ingår i släktet Dasyhelea och familjen svidknott. Inga underarter finns listade i Catalogue of Life.